# Krauschwitz (Saksonia)
Krauschwitz (górnołuż. Krušwica, wym. [ˈkʀuʃwʲitsa]) – miejscowość i gmina w Niemczech, w kraju związkowym Saksonia, w okręgu administracyjnym Drezno, w powiecie Görlitz.

## Dzielnice gminy
- Sagar (Zagor)
- Skerbersdorf (Skarbišecy)
- Pechern (Pěchč)
- Werdeck (Wjertko)
- Podrosche (Podroždź)
- Klein Priebus (Přibuzk)

## Współpraca
Miejscowości partnerskie:
- Ottersweier, Badenia-Wirtembergia
- Przewóz, Polska